# Marcella van Rome
Marcella (Rome, vóór 330 – aldaar, 410) was een Romeinse aristocrate die een christelijk leven van gebed, versterving en liefdadigheid leidde. Ze was bij de eersten die het monastieke leven naar Egyptisch model in Rome introduceerden. Informatie over haar is afkomstig van de negentien brieven die Hiëronymus van Stridon aan haar schreef en vooral uit de levensbeschrijving die hij in 412 aan haar leerlinge Principia richtte. De Katholieke Kerk beschouwt Marcella als een heilige en viert haar feestdag op 31 januari. Ook figureert ze in de synaxaria van de Oosters-Orthodoxe kerken.

## Leven
Volgens Hiëronymus kwam Marcella uit een rijke en adellijke Romeinse familie. Van moederskant behoorde ze tot de senatoriale gens Caeionia. Pammachius was haar neef. Marcella verloor op vrij jonge leeftijd haar vader en na zeven maanden huwelijk stierf ook haar echtgenoot. Haar moeder Albina bekeerde zich tot het christendom, vermoedelijk na de dood van haar man. Toen het overlijden van Marcella's echtgenoot ook haar bevrijdde van mannelijke voogdij, volgde ze dat voorbeeld. Hoewel Albina erop aanstuurde dat ze zou zou ingaan op het aanzoek van de oudere Neratius Cerealis, een voormalig consul die er warmpjes bij zat, weigerde ze omdat ze een leven van permanente kuisheid verkoos. Volgens de normen van die tijd moest ze nochtans hertrouwen. Uiteindelijk aanvaardde Albina de keuze van haar dochter, maar voor de successie volgde ze de traditie: het familiefortuin diende terug te keren naar haar broer Lampadius, want Marcella had geen kinderen. De jonge weduwe had het geld liever aan de armen gegeven dan aan de familie – bovendien nog de heidense tak –, maar ze gehoorzaamde haar moeder.
Marcella zou van de patriarch Athanasius en gevluchte Alexandrijnse priesters voor het eerst gehoord hebben over de monastieke beweging en over kluizenaars als Antonius en Pachomius. Een eventueel contact met Athanasius moet tijdens diens ballingschap in 340-343 hebben plaatsgevonden, wat volgens de meeste auteurs te vroeg is. Minder controversieel is de tweede invloed die Hiëronymus vermeldt, die van de patriarch Petrus II van Alexandrië, die in Rome woonde van 373 tot 378. Marcella liet zich hoedanook inspireren door de asceten. Ze richtte een cel in in haar villa op de Aventijn (volgens de traditie op de plaats waar de Santa Sabina kwam) en bracht een vrouwelijke gemeenschap samen voor een leven van gebed, studie, vasten en boetedoening. Ze at geen vlees, droeg grove kledij en vertoonde zich zelden in het openbaar. Tot Marcella's kring behoorden haar moeder Albina, Asella, Fabiola en Lea. Ook had ze contact met een andere gemeenschap rond Paula van Rome. Paula volgde haar exegese en haar dochter Eustochium werd bij Marcella opgeleid. Ze kreeg voorts navolging van Sophronia en Melania de Oude.
In 382 kwam Hiëronymus aan in Rome. Met zijn reputatie van heiligheid en geleerdheid werd hij secretaris van paus Damasus I. Marcella verzocht hem de spirituele leidsman te worden van haar kring. Eerst hield hij de hooggeboren vrouwen op afstand, maar na enig aandringen stemde hij toe. Ze nam niet zomaar alles aan, maar stelde kritische vragen om de antwoorden te leren op bezwaren die men kon maken. Volgens Hiëronymus kenden al deze vrouwen Grieks en waren er verschillende die Hebreeuws begonnen te leren omwille van bijbelstudie. Vanwege de sfeer die na de dood van Damasus vijandig werd, vertrok de kerkleraar in augustus 385 naar Bethlehem, gevolgd door Paula, Eustochium en andere vrouwen uit Marcella's omgeving. Zelf bleef ze in Rome om haar groep te leiden. Ze ging niet in op zijn terugkerende verzoeken om ook af te reizen. De intellectuele en persoonlijke vriendschap tussen Marcella en Hiëronymus werd voortgezet in een correspondentie waarvan haar kant verloren is gegaan. Hij schreef ook bijbelcommentaren voor haar, onder meer op het boek Daniël. In die periode had Marcella haar gemeenschap gevestigd in een eigendom buiten de stad. Haar dichtste leerlinge was Principia.
In Rome bestreed Marcella de onorthodoxe ideeën van Origenes, zoals verspreid door Rufinus' vertaling van Peri Archon, waarvan hij zelf beweerde dat ze was vervalst. Aanvankelijk terughoudend om zich publiek te uiten, trad ze toch naar buiten toen ze vaststelde dat de ketterse invloed van het origenisme greep had gekregen op paus Siricius. Ze wist de in 399 aantredende paus Anastasius te bewegen tot een proces dat de origenisten veroordeelde. Rufinus was begrijpelijk ontstemd en noemde haar "die vrouw Jezebel".
Op hoge leeftijd maakte Marcella in 410 de plundering van Rome door Alarik mee. Goten kwamen naar haar paleis en mishandelden haar op zoek naar goud dat ze niet had. Ze smeekte hen Principia te sparen. Uiteindelijk lieten de Goten af en brachten ze hen allebei naar Sint-Paulus buiten de Muren. Enige tijd later overleed Marcella fysiek gebroken. Vanuit het Heilig Land richtte Hiëronymus twee jaar later een brief aan Principia met een hagiografie van zijn oude vriendin.

## In de kunst
In de hoge middeleeuwen was er geen grote cultus rond Marcella en haar iconografie is beperkt. Ze is een van de 39 vrouwen opgenomen in de feministische installatie The Dinner Party van Judy Chicago (1979).

## Voetnoten
1. ↑  De negentien brieven zijn slechts een deel van wat Hiëronymus aan haar schreef. De overgeleverde brieven dateren vooral uit hun jaren in Rome (nrs. 23-29, 32, 34, 37-38 en 40-44) en werden door Hiëronymus gebundeld in Ad Marcellam, epistolarum liber. Drie brieven dateren van daarna (nrs. 46, 59 en 97). De hagiografie is brief nr. 127 ad Principiam virginem de vita sanctae Marcellae.
2. ↑  Geen van beiden is geïdentificeerd, maar haar vader was de zoon van Claudius Marcellus (prefect in 292).
3. ↑  Graves, p. 376
4. ↑  In verschillende bronnen een dochter van Albina genoemd, maar men denkt soms dat dit niet letterlijk te nemen is maar spiritueel: zie Sbriglione, p. 160
5. ↑  Apologia seu invectivarum libri duo adversus Hieronymum, 1:19

- Bibliothèque nationale de France: cb15019404q (data)
- Gemeinsame Normdatei: 119468832
- International Standard Name Identifier: 0000 0000 9860 6449
- LIBRIS: 205890
- Système universitaire de documentation: 175115249
- Virtual International Authority File: 146165332